# サウスダコタ州知事の一覧
サウスダコタ州知事（英語：Governor of State of South Dakota）は、アメリカ合衆国のサウスダコタ州の州知事である。

## 一覧
| #  | 氏名                             | 任期                         | 政党   | 備考                             |
| -- | -------------------------------- | ---------------------------- | ------ | -------------------------------- |
| 1  | アーサー・メレット               | 1889年3月22日 - 1893年1月3日 | 共和党 | ダコタ準州の最後の知事。         |
| 2  | チャールズ・シェルドン           | 1893年1月3日 - 1897年1月1日  | 共和党 |                                  |
| 3  | アンドルー・リー (Andrew E. Lee) | 1897年1月1日 - 1901年1月8日  | 人民党 |                                  |
| 4  | チャールズ・ヒアライド           | 1901年1月8日 - 1905年1月3日  | 共和党 |                                  |
| 5  | サミュエル・エルロッド           | 1905年1月3日 - 1907年1月8日  | 共和党 |                                  |
| 6  | コー・クロフォード               | 1907年1月8日 - 1909年1月5日  | 共和党 |                                  |
| 7  | ロバート・ベッシー               | 1909年1月5日 - 1913年1月7日  | 共和党 |                                  |
| 8  | フランク・バーン                 | 1913年1月7日 - 1917年1月2日  | 共和党 |                                  |
| 9  | ピーター・ノアベック             | 1917年1月2日 - 1921年1月4日  | 共和党 |                                  |
| 10 | ウィリアム・マクマスター         | 1921年1月4日 - 1925年1月6日  | 共和党 |                                  |
| 11 | カール・ガンダーソン             | 1925年1月6日 - 1927年1月4日  | 共和党 |                                  |
| 12 | ウィリアム・ビューロー           | 1927年1月4日 - 1931年1月6日  | 民主党 |                                  |
| 13 | ウォーレン・グリーン             | 1931年1月6日 - 1933年1月3日  | 共和党 |                                  |
| 14 | トム・ベリー                     | 1933年1月3日 - 1937年1月5日  | 民主党 |                                  |
| 15 | レスリー・ジェンセン             | 1937年1月5日 - 1939年1月3日  | 共和党 |                                  |
| 16 | ハーラン・ブッシュフィールド     | 1939年1月3日 - 1943年1月5日  | 共和党 |                                  |
| 17 | メリル・シャープ                 | 1943年1月5日 - 1947年1月7日  | 共和党 |                                  |
| 18 | ジョージ・ミケルソン             | 1947年1月7日 - 1951年1月2日  | 共和党 |                                  |
| 19 | シガード・アンダーソン           | 1951年1月2日 - 1955年1月4日  | 共和党 |                                  |
| 20 | ジョー・フォス                   | 1955年1月4日 - 1959年1月6日  | 共和党 |                                  |
| 21 | ラルフ・ハーセス                 | 1959年1月6日 - 1961年1月3日  | 民主党 |                                  |
| 22 | アーチー・ガブラッド             | 1961年1月3日 - 1965年1月5日  | 共和党 |                                  |
| 23 | ニルス・ボー                     | 1965年1月5日 - 1969年1月7日  | 共和党 |                                  |
| 24 | フランク・ファーラー             | 1969年1月7日 - 1971年1月5日  | 共和党 |                                  |
| 25 | リチャード・F・ニープ            | 1971年1月5日 - 1978年7月24日 | 民主党 | シンガポール大使就任のため辞任。 |
| 26 | ハーヴィー・ウォルマン           | 1978年7月24日 - 1979年1月1日 | 民主党 | 副知事から昇格。                 |
| 27 | ビル・ヤンクロウ                 | 1979年1月1日 - 1987年1月6日  | 共和党 |                                  |
| 28 | ジョージ・ミケルソン             | 1987年1月6日 - 1993年4月19日 | 共和党 | 飛行機事故で死亡。               |
| 29 | ウォルター・デイル・ミラー       | 1993年4月19日 - 1995年1月7日 | 共和党 | 副知事から昇格。                 |
| 30 | ビル・ヤンクロウ                 | 1995年1月5日 - 2003年1月7日  | 共和党 |                                  |
| 31 | マイケル・ラウンズ               | 2003年1月7日 - 2011年1月8日  | 共和党 |                                  |
| 32 | デニス・ダウガード               | 2011年1月8日 - 2019年1月5日  | 共和党 |                                  |
| 33 | クリスティ・ノーム               | 2019年1月5日 - 2025年1月25日 | 共和党 | 国土安全保障長官就任のため辞任。 |
| 34 | ラリー・ローデン                 | 2025年1月25日- 在任中        | 共和党 | 副知事から昇格。                 |